# 144e régiment d'infanterie territoriale
Le 144e régiment d'infanterie territorial (144e RIT) est un régiment d'infanterie territoriale de l'armée de terre française. Il a participé à la Première Guerre mondiale, comme infanterie de réserve tactique ou de soutien.

## Création et différentes dénominations
Le régiment reçoit son numéro par décret du 19 mars 1875. Il doit être formé à Tarbes en cas de mobilisation.

## Chefs de corps
- août - octobre 1914 : lieutenant-colonel Speraber[2]
- octobre 1914 : commandant Buret[2]
- octobre 1914 - janvier 1918 : commandant (puis lieutenant-colonel) de Castelnau[2],[3]
- janvier - août 1918 : colonel Malezieux[3],[4]

## Historique des garnisons, combats et batailles

### Première Guerre mondiale

#### Affectations
- 92e division d'infanterie territoriale (92e DT) d'août 1914 à juillet 1915[5]
- 21e corps d'armée (21e CA) de juillet 1915 à août 1918[5]
- 1er bataillon à la 167e division d'infanterie (167e DI) et 2e bataillon à la 170e division d'infanterie (170e DI) d'août à novembre 1918[6],[7]

#### 1914
Le régiment est mobilisé à Tarbes, il compte trois bataillons d'août 1914.
Il quitte sa ville le 9 août 1914 et part d'abord à l'entraînement Bordeaux (Caudéran). Il rejoint en région parisienne sa division (92e DT) le 30 août. Affecté à la défense de Paris, il stationne notamment à Roissy-en-France pendant la bataille de la Marne.
La division rejoint ensuite l'Artois en octobre. Le régiment subit son baptême du feu et ses deux premiers tués le 12 octobre lors de l'attaque de Noyelles-lès-Vermelles. Le régiment mène ensuite divers travaux défensifs (tranchées) autour de Sailly-Labourse puis à Nœux-les-Mines. À partir du 17, le régiment effectue des travaux sur la deuxième ligne du front à Bouvigny-Boyeffles. Fin octobre, le régiment tient les tranchées dans le secteur. Le 3e bataillon attaque et libère Vermelles le 2 décembre, au prix de pertes assez élevées.
Le 13 décembre, le régiment rejoint Bully, Grenay et la Fosse Calonne, où il tient les tranchées tout en menant des attaques locales. Il tient ce secteur jusqu'au 14 juillet 1915, perdant 368 tués et blessés.
Il occupe à partir de cette date le secteur d'Aix-Noulette, soutenant les assauts, ravitaillant les premières lignes, tenant les secondes lignes et assurant divers travaux défensifs. Il est relevé le 17 janvier 1916.

#### 1916
Après une période de repos et d'instruction en janvier-février, le régiment rejoint le 11 mars 1916 la zone de Verdun. Il y travaille sous les bombardements allemands jusqu'au 24 avril.
Le régiment part ensuite pour la Champagne du 29 avril au 28 juillet, autour de Somme-Tourbe. Il ravitaille les unités de première ligne et occupe les tranchées de seconde ligne.
Le 1er juillet 1916, le 3e bataillon est dissout
Après une période de repos à Saint-Germain-la-Ville puis Saint-Omer-en-Chaussée, le régiment rejoint la Somme entre le 28 août et le 4 septembre. Le premier bataillon est à Foucaucourt, Soyécourt et Framerville. Le reste du régiment est d'abord à Vendeuil-Caply puis rejoint le secteur où œuvre 1er bataillon. Les territoriaux y occupent les tranchées de seconde ligne et ravitaillent les unités d'assaut. Les compagnies sont également détachées au transport de matériel, au génie, à la télégraphie ou même à la garde de l'état-major du 21e corps. Les pères de familles nombreuses sont d'ailleurs spécifiquement affectés à cette mission en décembre. Le régiment quitte la région le 25 décembre 1916.

#### 1917
Le 15 mars 1917, les bataillons passent des quatre à trois compagnies d'infanterie mais les deux compagnies de mitrailleuses du régiment sont directement rattachées à chacun des deux bataillons.

#### 1918
Le 15 août 1918, le régiment est dissous et forme le 1er et le 2e bataillons de pionniers du 144e RIT. Les deux compagnies de mitrailleuses forment le 21e bataillon territorial de mitrailleurs avec celles du 143e RIT. Les deux bataillons de pionniers du 144e RIT sont dissous fin janvier 1919.

#### 1919
Le premier bataillon est dissous fin janvier 1919 en Belgique.
Après le début de la démobilisation en décembre 1918 à Château-Thierry, le deuxième bataillon est dissous fin 1919 dans la région d'Étival.

## Drapeau

Dessin du revers du drapeau du régiment territorial d'infanterie.

Il porte, cousues en lettres d'or dans ses plis, les inscriptions suivantes :
- Artois 1914-1915
- Somme 1916

Le régiment est décoré de la croix de guerre 1914-1918, ayant été cité à l'ordre de la 184e brigade (de la 92e division territoriale) le 1er mai 1915.